# Рафаель да Силва Гоміш
Рафаель да Силва Гоміш або просто Рафаель (порт. Rafael da Silva Gomes, нар. 1 жовтня 1987, Жабуатан-дус-Гуарарапіс) — бразильський футболіст, захисник клубу «Декісау».

## Життєпис
До 2013 року виступав за скромний бразильський клуб «Жагуаре». Потім виїхав до Судану, де став гравцем одного з грандів місцевого футболу — клубу «Аль-Хіляль» (Омдурман). У 2014 році повернувся до Бразилії, виступав за «Пескейру». Наступного року виїхав на Мальту, де захищав кольори «Мкабби». З 2016 по 2017 рік виступав за бразильський клуб «Амеріка-ПЕ», у футболці якого зіграв 8 матчів у Серії D. З 2017 році знову на Мальті, виступав за «Зеббудж Рейнджерс» та «Мкаббу». У 2019 році повернувся до Бразилії, де виступав за «Вера Круж». З 2020 року захищає кольори «Декісау».

## Статистика виступів

### Клубна
Станом на 10 липня 2019
| Клуб              | Сезон             | Ліга              | Ліга  | Ліга | Чемпіонат штату | Чемпіонат штату | Кубок | Кубок | Інші  | Інші | Загалом | Загалом |
| Клуб              | Сезон             | Дивізіон          | Матчі | Голи | Матчі           | Голи            | Матчі | Голи  | Матчі | Голи | Матчі   | Голи    |
| ----------------- | ----------------- | ----------------- | ----- | ---- | --------------- | --------------- | ----- | ----- | ----- | ---- | ------- | ------- |
| «Пескейра»        | 2014              | –                 | –     | –    | 7               | 0               | 0     | 0     | 0     | 0    | 7       | 0       |
| «Амеріка-ПЕ»      | 2016              | Серія D           | 8     | 0    | 0               | 0               | 0     | 0     | 0     | 0    | 8       | 0       |
| «Амеріка-ПЕ»      | 2017              | Серія D           | 0     | 0    | 2               | 0               | 0     | 0     | 0     | 0    | 2       | 0       |
| «Амеріка-ПЕ»      | Загалом           | Загалом           | 8     | 0    | 2               | 0               | 0     | 0     | 0     | 0    | 10      | 0       |
| Усього за кар'єру | Усього за кар'єру | Усього за кар'єру | 8     | 0    | 9               | 0               | 0     | 0     | 0     | 0    | 17      | 0       |

Примітки
1. 1 2  Матчі в Лізі Пернамбукано